# Draco Malfoy
Draco Lucius Malfoy es uno de los personajes de los libros de Harry Potter creados por la autora británica J. K. Rowling. A lo largo de la serie se muestra como antagonista de Harry Potter, así como de sus amigos Ron Weasley y Hermione Granger, a quienes consideraba socialmente inferiores. Tom Felton lo interpretó en la saga de películas, mientras que Lox Pratt lo hará en la serie de televisión Harry Potter.

## Biografía
Draco Lucius Malfoy era un mago de sangre pura y el único hijo de Lucius y Narcissa Malfoy. Por ser el hijo de un mortífago, a Draco le enseñaron a creer firmemente en la importancia de la pureza de sangre, si conocía a un nacido de muggles, lo despreciaba. Asistió al Colegio Hogwarts de Magia y Hechicería desde 1991 hasta 1998 y fue seleccionado en la Casa Slytherin. Durante sus años en Hogwarts, se hizo amigo de Vincent Crabbe, Gregory Goyle, Pansy Parkinson, Blaise Zabini, Theodore Nott y otros compañeros de Slytherin, mientras él rápidamente desarrolló una rivalidad con Harry Potter. Fue nombrado prefecto de su casa y fue miembro de la Brigada Inquisitorial durante su quinto año, pero al final de ese año su padre fue encarcelado en Azkaban después de la Batalla del Departamento de Misterios. Lord Voldemort se encargó de Draco, con lo que fue un fracaso para Lucius, y se convirtió en un mortífago a la edad de dieciséis años, pero se desilusionó rápidamente con el estilo de vida. Draco no pudo completar su tarea - asesinar a Albus Dumbledore, que fue tomada por Severus Snape - y solo cumplió con sus deberes por temor y de mala gana. Él y su familia desertaron horas antes del fin de la Segunda Guerra Mágica con el fin de evitar el encarcelamiento en Azkaban después de la derrota de Voldemort además de tener una deuda de vida con Harry ya que este lo salva del voraz incendio desatado por Crabbe en la Sala de los Menesteres. Luego de algunos años, Draco se casa con Astoria Greengrass.
Según un texto de la autora, Draco se dedica a investigar la alquimia, convirtiéndose en alquimista, pero lejos de crear una piedra filosofal busca encontrar soluciones a problemas mágicos.

## Desarrollo del personaje
El personaje de Draco sirve como contraste al héroe, Harry Potter, y se basa libremente en los matones que Rowling conoció durante sus años escolares. Harry se topa por primera vez con la intolerancia esnob de Draco después de su encuentro inicial en la tienda de ropa de Madam Malkin's. Rowling utiliza a los Malfoy para introducir temas de intolerancia, en un entorno donde las personas son a menudo juzgadas únicamente por su linaje sanguíneo y no por su buen carácter o por sus logros. Draco, adhiriéndose a las creencias de su familia, piensa que a las brujas y magos nacidos de muggles se les debe negar una educación mágica. De hecho, él y los de su condición se refieren a ellos, despectivamente, como sangre sucia (mudblood, en el original inglés). Así, la primera impresión que tuvo Harry de que la comunidad de magos era un "maravilloso país mágico", se rompe instantáneamente. Dice Rowling: "[Harry] descubrió que muchas personas en el poder y en el mundo de los magos son tan corruptas y desagradables como lo son en nuestro mundo".
Malfoy fue llamado originalmente "Draco Spungen" en los primeros borradores de La piedra filosofal. "Spungen" apareció también en su lista de clases precanónica, pero fue tachado y reemplazado por el apellido "Spinks", mientras que "Malfoy" fue añadido más tarde después de la finalización de la lista. Philip Nel cree que Malfoy se deriva de la frase francesa mal foi, que significa "mala fe", mientras que en un artículo publicado en 2002, Nilsen y Nilsen argumentan que "Draco" tiene connotaciones con draconiano y que su nombre comienza con "mal", un prefijo francés para "malo" o "malvado".
Los parientes de Draco del lado materno de la familia (los Black) tienen por costumbre llevar nombres de estrellas o constelaciones; así por ejemplo, Sirius Black, Regulus Black, Andromeda Black, Bellatrix Black, Cygnus Black y Orion Black. Draco mismo lleva el nombre de la constelación del Dragón, mientras que su hijo lleva el de Escorpio.

## Caracterización

### Apariencia exterior
Draco es descrito como un chico alto y delgado con un rostro pálido y puntiagudo, cabello rubio liso y ojos grises como el hielo.

### Personalidad
Draco es el prototipo de mocoso rico y mimado; cree que la riqueza y la posición social de su familia le dan derecho a intimidar a los más pobres que él, como a Ron Weasley. También desprecia el estatus de Hermione Granger como nacida muggle al referirse a ella como una sangre sucia, un término que, como dijo Hagrid, no se usa en conversaciones civilizadas. Como explicó Rowling en 1999, "Es un fanático y un matón, y como digo, en el sentido más refinado, sabe exactamente lo que hará daño a la gente".
En una entrevista de julio de 2005, Rowling agregó que Draco, a diferencia de Harry, nunca siente remordimiento por sus acciones: "Pensé en Draco como alguien que es muy capaz de aislar su vida de sus emociones, y siempre lo ha hecho. Así que dejó de lado el sentir lástima, lo que le permitía intimidar con más eficacia. Se cerró a la compasión, ¿de qué otra manera, si no, se convertiría en un mortífago?" 
Draco, así como Dudley Dursley, fue adoctrinado en las creencias de sus padres. Rowling comentó que "en el momento en que Draco consiguió llegar a lo que creía querer, convertirse en un mortífago, y lord Voldemort le diese una misión, como lo hizo en Harry Potter y el misterio del príncipe, se dio de bruces con la realidad" porque su sueño era "muy diferente". Rowling también declaró que había una verdadera cobardía moral en Draco, pero que no era del todo malo.

### Familia
La familia Malfoy es uno de los pocos clanes mágicos de sangre pura que quedan en la serie de Harry Potter, y uno de los más ricos. El editor anti-muggle Brutus Malfoy es su antepasado. Lucius Malfoy fue un mortífago durante ambas guerras de magos. Se casa con Narcissa Black y juntos tienen un hijo, Draco, que es el primer miembro de la familia Malfoy presentado en la serie. Los Malfoy están relacionados con la familia Black a través de Narcissa (prima hermana de Sirius Black, el padrino de Harry), lo que convierte a Draco en sobrino de Bellatrix Lestrange y Andromeda Tonks. Draco es también primo hermano de Nymphadora Tonks a través de sus madres. Se identifican tres de los abuelos de Draco: Abraxas Malfoy, Cygnus Black y Druella Rosier. Abraxas murió antes de que comenzara la serie y era amigo del profesor Slughorn. Draco es, por tanto, el descendiente de dos antiguas familias mágicas. La casa de los Malfoy, Malfoy Manor, es una elegante mansión ubicada en el condado de Wiltshire, en el oeste de Inglaterra. Fueron atendidos por Dobby el elfo doméstico hasta el final de Harry Potter y la cámara secreta.
Los Malfoy son una adinerada familia respetada en el mundo mágico, principalmente por influencia de Lucius en Hogwarts y el Ministerio de Magia, obtenida principalmente de sus donaciones monetarias al Ministerio y al Hospital San Mungo de Enfermedades y Heridas Mágicas, así como de su puesto en la junta de gobernadores de Hogwarts como presidente. Sin embargo, fue sacado de su cargo al final del segundo libro y encarcelado en Azkaban luego de la batalla en el Departamento de Misterios en Harry Potter y la Orden del Fénix. A pesar de mantener una imagen respetable, pero falsa, antes de estos eventos, algunos en el mundo mágico sabían previamente que los Malfoy eran devotos de Voldemort y las artes oscuras. Draco usa constantemente su estatus elitista y el nombre e influencia de su padre para obtener ventajas y amenazar a otros. También se sabe que Lucius utilizó sobornos y amenaza.